# تفنگ چخماقی
تفنگ چخماقی یا تفنگ چخماق نوعی تفنگ است که چاشنی فشنگ توسط چخماق (به‌جای سوزن) عمل می‌کند؛ به‌این‌صورت که برای مسلح‌کردن، ابتدا باید آن را باز و سپس فشنگ‌گذاری کرد و سپس چخماق را عقب کشید.

## نگارخانه

مکانیزم تولید جرقه در یک تفنگ چخماقی، حین شلیک.
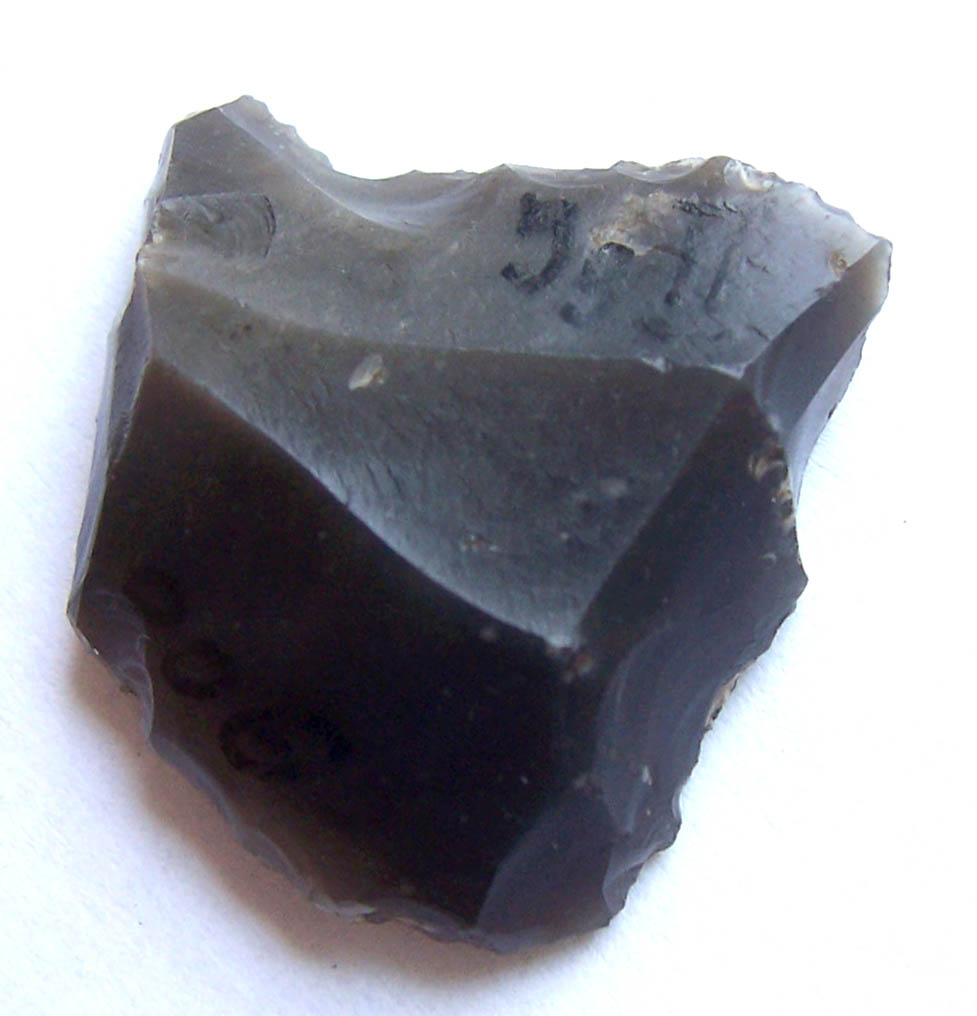
سنگ چخماق برای تفنگ چخماقی – قرن ۱۷ میلادی
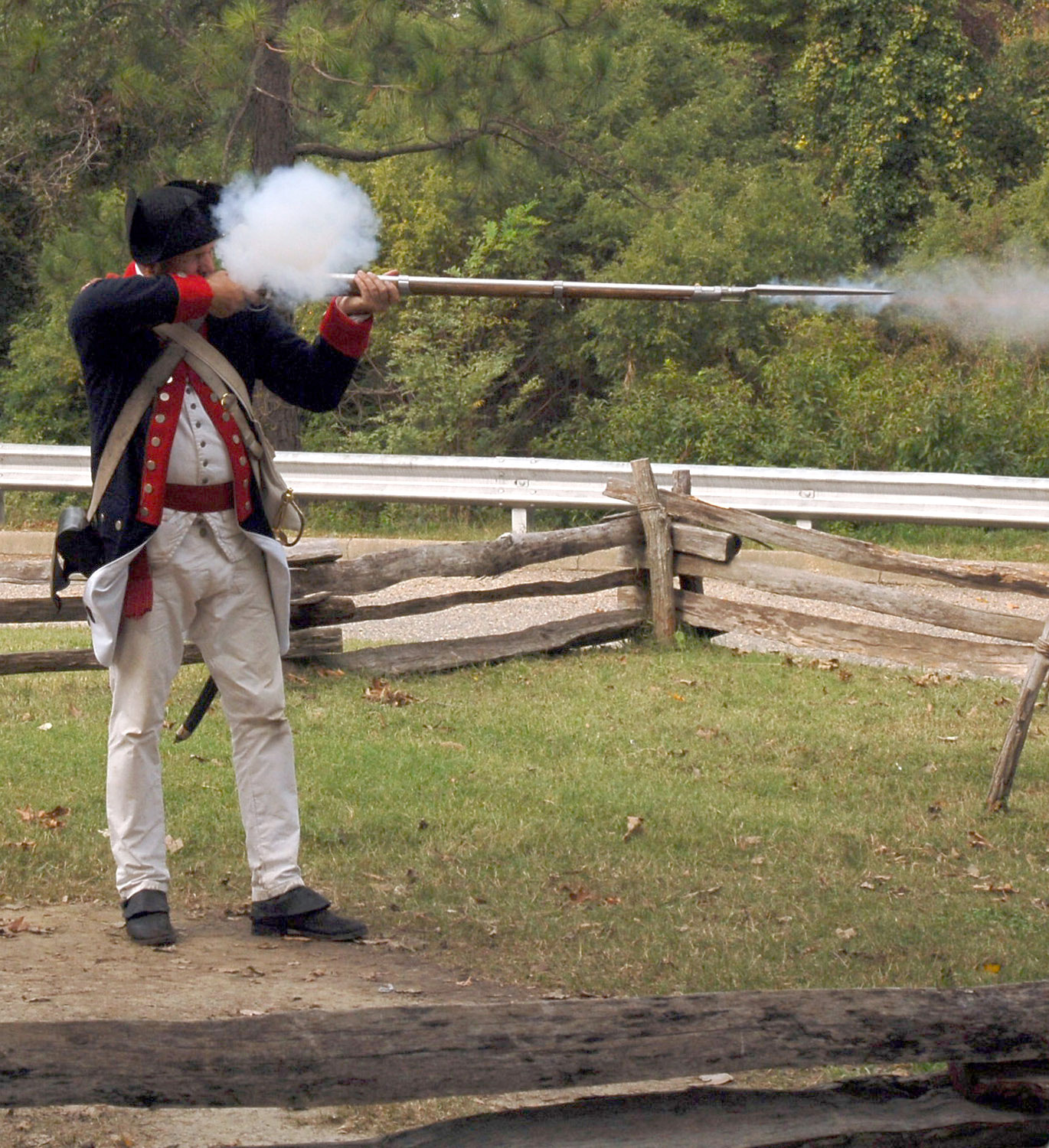
لحظهٔ شلیک یک تفنگ چخماقی
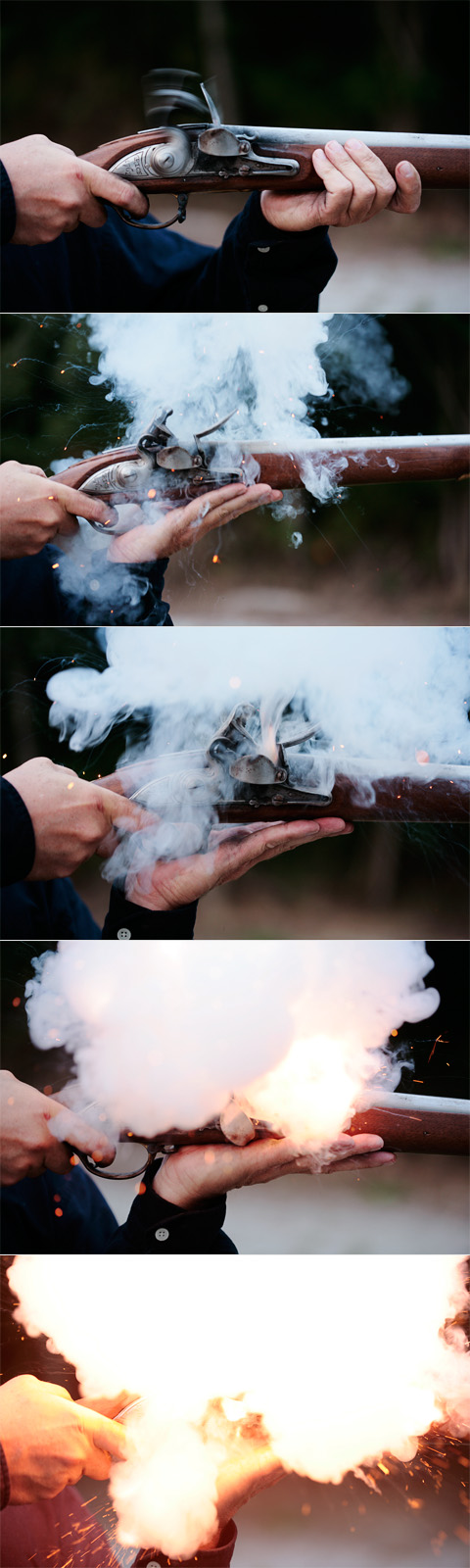
توالی احتراق در یک تفنگ چخماقی